# Sit arlequí
El sit arlequí o pardal calàndria (Chondestes grammacus) és una espècie d'ocell de la família dels passerèl·lids (Passerellidae) i única espècie del gènere Chondestes.

## Distribució i hàbitat
Es reprodueix al sud del Canadà, gran part dels Estats Units i el nord de Mèxic. És molt menys freqüent a l'est, on la seva distribució s'està contraent. Les poblacions de Mèxic i els estats adjacents dels Estats Units són residents, però altres ocells són migratoris, hivernant al sud dels Estats Units, Mèxic i al sud de Guatemala.

## Descripció

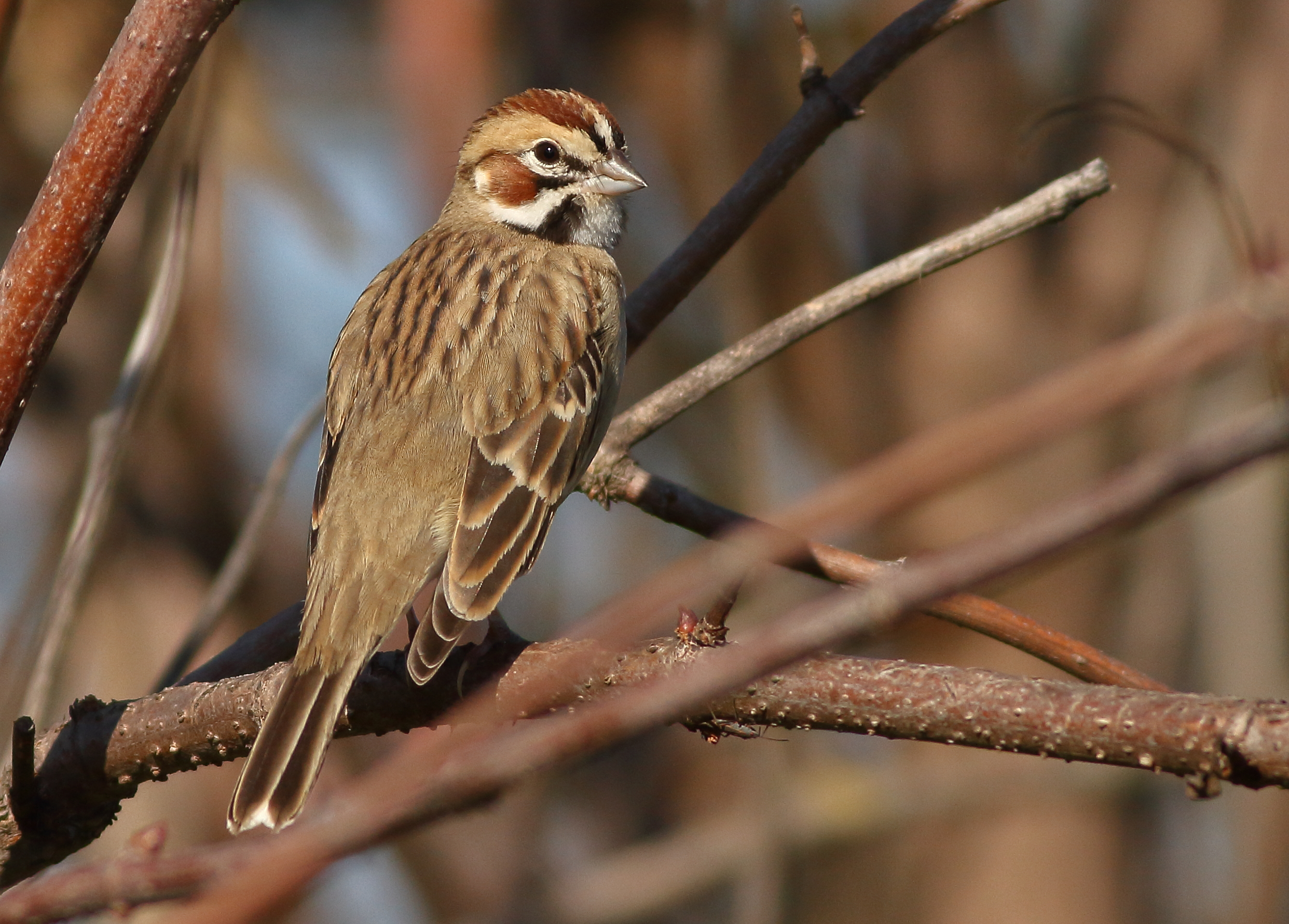
Sit arlequí a Sacramento, Califòrnia.

El sit arlequí és distintiu. Mesura entre 15 i 17cm de llarg, pesa entre 24 i 33 g. i té una envergadures d'uns 28cm.
Els adults tenen l'esquena marró amb ratlles fosques, semblant a al pardal i les parts inferiors blanques, excepte una taca central fosca. Les galtes i els costats de la capçada són de color castany amb la cella blanca i ratllada aparentant una corona. La cua és fosca però l'exterior també és blanc. Els joves són de colors més apagats i a les parts inferiors tenen vetes.

## Dieta i comportament
S'alimenten a terra o en matolls baixos. Mengen principalment llavors, però en època de reproducció també s'alimenten d'insectes com llagostes. En migració o a l'hivern formen estols. Quan un depredador s'acosta a un niu ocupat, se sap que les femelles adultes del sit arlequí realitzen tàctiques de distracció.

### Cria
La zona de reproducció es compon per una varietat d'hàbitats oberts que inclouen pastures i cultiu. Els sit arlequí nien a terra, ponen de tres a sis ous en un niu en forma de copa feta d'herba protegit també per herba o altra tipus de vegetació. Els ous són blancs amb gargots negres. Són víctimes ocasionals del parasitisme de la cria per part del vaquer capbrú.

## Taxonomia
Es reconeixen dues subespècies:
- C. g. grammacus - (Say, 1823) - des del centre i sud de Canada (Ontario) fins a Nova York, nord de Texas i oest de Carolina del Nord.
- C. g. strigatus - (Swainson, 1827) - sud oest de Canada i oest dels Estats Units fins al nord i sud de Mèxic.